# Directeur pénitentiaire d'insertion et de probation
En France, les directeurs pénitentiaires d'insertion et de probation (DPIP) sont des fonctionnaires de catégorie A responsables de l'organisation et du fonctionnement des services pénitentiaires d'insertion et de probation (SPIP). Ils élaborent et mettent en œuvre la politique du ministère de la Justice en matière de prévention de la récidive et d'insertion socio-professionnelle des personnes placées sous main de justice.

## Histoire
Historiquement, les services chargés de veiller à la réinsertion des personnes condamnées par la justice étaient composés de travailleurs sociaux, souvent éducateurs ou assistants sociaux, placés sous l'autorité soit du chef d'établissement pénitentiaire pour les services socio-éducatifs des établissements (SSE) soit du juge de l'application des peines pour les comités de probation et d'assistance aux libérés (CPAL) intervenant auprès des personnes non-détenues. 
La réforme statutaire de 1966 et le décret du 21 novembre 1966 définissent le corps des personnels de direction des services extérieurs de l'administration pénitentiaire. Il comprend alors trois grades dont celui des chefs de service pénitentiaire qui sont chefs de service éducatif lorsqu'ils sont chargés de diriger l'action des éducateurs, de coordonner l'enseignement scolaire ou d'organiser des activités culturelles et sportives. Ils sont chefs de service de probation lorsque, sous l'autorité du juge de l'application des peines, ils contrôlent l'activité des délégués à la probation.
En 1993 sont créés d'une part le corps des conseillers d'insertion et de probation (CIP) et d'autre part celui des chefs de service d'insertion et de probation (CSIP), chargé de l'encadrement intermédiaire des premiers et étant composé d'anciens travailleurs sociaux « entrés dans la fonction de cadres avec une forte conviction sociale ». Le corps de CSIP fonctionnait sur le principe primus inter pares (en français « premier parmi ses pairs »), c'est-à-dire que l'encadrement des services était assuré par un travailleur social expérimenté à qui était confiée la charge d'organiser la prise en charge sans que celui-ci n'ait véritablement de pouvoirs de cadre au sens contemporain du terme.
En 1999, la fusion des SSE et des CPAL donne naissance aux services pénitentiaires d'insertion et de probation (SPIP), lesquels ont désormais une compétence départementale, et retire l'autorité hiérarchique qu'avaient les chefs d'établissements et les juges sur les CIP. Celle-ci est confiée à un nouveau directeur, le directeur des services pénitentiaires d'insertion et de probation (DSPIP). Avec l'accroissement du nombre de personnes suivies en milieu ouvert, c'est-à-dire en-dehors des prisons, émerge un besoin de réorganiser les jeunes services en mettant en place un véritable corps d'encadrement susceptible de conduire ces changements dans la politique pénale.
C'est ainsi qu'un décret du 6 mars 2005 crée le corps des directeurs d'insertion et de probation (DIP), devenu corps des directeurs pénitentiaires d'insertion et de probation (DPIP) sous l'effet d'un décret du 23 décembre 2010,. Celui-ci met par ailleurs en extinction le corps des CSIP, dont les membres sont voués à intégrer celui des DPIP à l'horizon 2015 afin que ce dernier devienne le seul corps d'encadrement intermédiaire des SPIP.

## Missions
Les directeurs pénitentiaires d'insertion et de probation (DPIP) sont les cadres intermédiaires des services pénitentiaires d'insertion et de probation (SPIP), chargés de seconder le directeur fonctionnel du SPIP dans ses tâches de gestion des ressources humaines, d'animation de service et de lancement de projets.
À ce titre, ils mettent en œuvre la politique de prévention de la récidive et de réinsertion des personnes confiées à l'administration pénitentiaire par l'autorité judiciaire. Pour ce faire, ils coordonnent le travail d'équipes pluridisciplinaires composées de conseillers pénitentiaires d'insertion et de probation mais aussi de psychologues, d'assistants sociaux, de coordinateurs culturels ainsi que de surveillants pénitentiaires chargés de la surveillance électronique.

## Statut
Les directeurs pénitentiaires d'insertion et de probation appartiennent à la catégorie du personnel d'insertion et de probation des services déconcentrés de l'administration pénitentiaire, ainsi que le prévoit l'article D113-1 du code pénitentiaire :  
« Pour assurer leur fonctionnement, les services déconcentrés de l'administration pénitentiaire disposent des catégories de personnels suivantes : [...]
c) Personnel d'insertion et de probation : corps des directeurs pénitentiaires d'insertion et de probation, corps des chefs des services d'insertion et de probation, corps des conseillers pénitentiaires d'insertion et de probation. »
— Article D113-1 du code pénitentiaire

## Recrutement et formation

### Concours
Les directeurs pénitentiaires d'insertion et de probation sont principalement recrutés par deux concours :
- Un concours externe (40 à 60 % des emplois mis au concours) ouvert aux titulaires de l'un des titres ou diplômes requis pour le concours externe d'accès aux instituts régionaux d'administration ou justifiant d'un autre titre ou diplôme classé au moins au niveau II ou d'une qualification professionnelle reconnus comme équivalents ;
- Un concours interne (40 à 60 % des emplois mis au concours) ouvert aux fonctionnaires et agents de l'État, des collectivités territoriales et des établissements publics qui en dépendent, de la fonction publique hospitalière, aux militaires et aux agents d'organisations internationales justifiant de 4 ans de services publics à la date d'ouverture du concours.

Les conseillers pénitentiaires d'insertion et de probation peuvent également accéder au corps par examen ou promotion interne.

### Recrutement contractuel
Pour pallier une importante vacance de postes, l'administration a largement ouvert le corps des directeurs pénitentiaires d'insertion et de probation aux recrutements par la voie contractuelle.

### Formation
Une fois admis à l'un des concours ou reçus à l'examen professionnel, les futurs directeurs pénitentiaires d'insertion et de probation suivent deux ans de formation rémunérée à l'École nationale d'administration pénitentiaire (Énap), située à Agen. Dans une logique professionnalisante, la formation s'organise ainsi :
- Lors de la première année, les élèves directeurs pénitentiaires d'insertion et de probation alternent entre cours théoriques à l'école et stages pratiques au sein d'institutions pénitentiaires (services pénitentiaires d'insertion et de probation, établissements pénitentiaires dirigés par un directeur des services pénitentiaires, directions interrégionales, etc.) et de partenaires institutionnels ;
- Lors de la deuxième année, les élèves sont nommés directeurs pénitentiaires d'insertion et de probation stagiaires et pré-affectés au sein d'un service pénitentiaire d'insertion et de probation. À l'issue de cette année, ils sont titularisés et nommés directeurs pénitentiaires d'insertion et de probation de classe normale après évaluation de leur stage et soutenance d'un mémoire devant un jury présidé par le directeur de l'Administration pénitentiaire.

## Sociologie du corps
Depuis l'entrée en formation de la première promotion d'élèves directeurs d'insertion et de probation (DIP) en 2009, les caractéristiques socio-démographiques du corps ont rapidement évolué pour tendre vers une certaine uniformisation des profils. Aujourd'hui, les élèves DPIP sont très majoritairement des femmes, issues du concours externe, ayant suivi des études universitaires juridiques (souvent un master en droit) et ayant également tenté le concours d'entrée à l'École nationale de la magistrature (ENM). Beaucoup de candidats tentent également le concours de conseiller pénitentiaire d'insertion et de probation. Parmi la 16e promotion entrée en formation en 2022, seule une minorité d'élèves déclarent que le concours de DPIP était leur premier choix, et un élève déclare l'avoir passé par défaut.

## Carrière

### Affectations
Les directeurs pénitentiaires d'insertion et de probation (DPIP) exercent pour la plupart au sein des services pénitentiaires d'insertion et de probation (SPIP). Ils peuvent alors occuper les postes de chef d'unité (milieu ouvert ou milieu fermé d'une antenne mixte), de chef d'antenne locale d'insertion et de probation ou d'adjoint au directeur fonctionnel. Le poste de référent territorial du travail d'intérêt général, coordonné par l'Agence du travail d'intérêt général et de l'insertion professionnelle (ATIGIP), peut être confié à un conseiller pénitentiaire d'insertion et de probation ou à un DPIP.
Ils peuvent également être affectés au centre national d'évaluation où ils assurent la fonction de responsable ou d'adjoint, en tandem avec un directeur des services pénitentiaires. Au cours de leur carrière, ils peuvent être conduits à exercer en direction interrégionale des services pénitentiaires, à la direction de l'Administration pénitentiaire ou encore à l'École nationale d'administration pénitentiaire.
Les DPIP peuvent atteindre le grade de DPIP hors classe et occuper l'emploi de directeur fonctionnel des services pénitentiaires d'insertion et de probation (DFSPIP), c'est-à-dire diriger un SPIP à l'échelle départementale (ou bi-départementale dans certains cas).
Au même titre que les directeurs des services pénitentiaires, les DPIP sont soumis à une obligation de mobilité au cours de leur carrière. La durée maximale d'affectation sur un poste est fixée à cinq ans, pouvant être prolongée dans la limite de cinq ans supplémentaires.

### Grades
Le corps des directeurs pénitentiaires d'insertion et de probation est composé de trois grades :
- Un grade de directeur pénitentiaire d'insertion et de probation de classe normale (comportant un échelon d'élève et onze échelons) ;
- Un grade de directeur pénitentiaire d'insertion et de probation hors classe (comportant dix échelons) ;
- Un grade de directeur pénitentiaire d'insertion et de probation de classe exceptionnelle (comportant six échelons et un échelon spécial).

### Rémunération
Le traitement net mensuel des directeurs pénitentiaires d'insertion et de probation est fixé comme suit (au 1er janvier 2023) :
|                                                                               | 1er échelon | Der échelon |
| ----------------------------------------------------------------------------- | ----------- | ----------- |
| Élève                                                                         | 1 359 euros |             |
| Directeur pénitentiaire d'insertion et de probation                           | 2 291 euros | 5 113 euros |
| Directeur fonctionnel des services pénitentiaires d'insertion et de probation | 3 432 euros | 5 766 euros |